# Erica Isabel Pazur
Erica Isabel Pazur (* 1976) ist eine argentinische Schauspielerin und Theaterpädagogin.

## Leben
2003 schloss sie das Schauspielstudium an der “Escuela de Arte Dramático de Buenos Aires” (Hochschule für Darstellende Kunst der Stadt Buenos Aires) ab. Seitdem hat sie mehrere Projekte konzipiert und aufgeführt u. a. The Music Stand (2. Preis beim Kindertheaterwettbewerb) und ‘The Date’ (Clowntheater),  Oh, sana! (Buffontheater) und in Kooperation mit dem Komponisten Marios Joannou Elia (Zypern), das Melodram ‘The Box’ für Schauspielerin und Gitarre.
Sie wirkte bei den internationalen Theaterfestspielen Necochea – Kindertheater – Festival und beim Villa Giardino Theater Festival in Argentinien, beim Pflasterspektakel Linz, beim Villach Festival, beim Feldkirch Gaukler Festival und Festival der Träume in Innsbruck mit. 2007 wurde Erica Pazur eingeladen, beim Internationalen Drama Festival in Sibiu (Europäische Kulturstadt 2007) in Rumänien unter der Schirmherrschaft der Kulturabteilung des Ministeriums für Auswärtige Angelegenheiten Argentiniens, aufzutreten. 2010 wirkte sie in Shakespeares ‘Midsummer Night's Dream’ beim Beckett Theater in Buenos Aires und beim 7. Theater Festival der Universidad del Litoral in Santa Fé in Argentinien mit.
Bei ‘ESB” A Love Story in the Suburbs spielte sie 2010 die Hauptrolle der Carmen im Tadrón Theater (2010) und im Teatro de la Fábula (2011) in Buenos Aires. Als Theaterpädagogin arbeitet Erica Pazur derzeit in der Schule EGB 164 der Provinz Buenos Aires und hält zahlreiche Workshops für verschiedene Institutionen.

## Produktionen (Auswahl)
- 2012 CD: ‘Canciones de cuna’ (Acqua records – Naxos) als Erzählerin[6], La arrulladora aus: Platero y yo. Dieses von Mario Castelnuovo Tedesco (nach einem Text von Juan Ramón Jiménez) komponierte Werk wurde mit der Gitarristin Isabel Siewers auch im Rahmen der Ars Nobilis Konzertreihe in Buenos Aires und bei Concieros de Gala in La Matanza, Buenos Aires, aufgeführt.
- 2010/11 E.S.B (Un amor del conurbano) (Kollektive Kreation) Carmen, Regie: Seba Ferre
- Wöchentliche Aufführungen in El Tadrón (2010) und in Teatro de la Fábula (2011) Buenos Aires
- Ein Sommernachtstraum (W. Shakespeare) Fee, Regie: Claudio Martinez Bel, Wöchentliche Aufführungen im Theater Beckett, Buenos Aires.
- La Caja (Melodrama)	Erzählerin/Anna, Idee – Konzeption E. Pazur – Musik M.J.Elia
- Kooperationsprojekt mit dem Komponisten Marios Joannou Elia (Zypern). Uraufgeführt mit der Gitarristin U. Prof. María Isabel Siewers (Kunstuniversität Mozarteum Salzburg) beim Musikfestspiel Encuentros de Música Contemporánea in Buenos Aires. Wiederaufnahme in Centro Cultural El Garage, Haedo und in Villa Giardino Theater in Argentinien.
- Oh, sana! (Buffontheater) Solo Performance Mirta, Regie: Marcelo Savignone, Aufgeführt beim Villa Giardino Theater Festival, Córdoba (Argentinien) im Februar 2007.
- 2005 The date (Clownerie) Solo Performance, Idee – Konzeption E. Pazur. The Date wurde beim Villa Giardino Theater Festspiel, Córdoba, Argentinien, im Februar 2007 uraufgeführt. Wiederaufnahme beim International Theatre Festival in SIBIU (Rumänien) und beim Juggler Festival–Feldkirch (Österreich), unter den Schirmherrschaft der Kulturabteilung des Ministeriums für Auswärtige Angelegenheiten Argentiniens. Es erhielt den Förderpreis in der Kategorie Clowntheater bei Moreno Theater Wettbewerb 2005 in Argentinien.
- The music stand (Clownerie) Solo Performance, Regie: Enrique Federman. Diese Eigenproduktion wurde von Erica Pazur im Zitarrosa Theater (Uruguay) und beim Internationalen Kindertheater Festival in Necochea (Argentinien) wurde 2005 aufgeführt. Es wurde beim Pflasterspektakel Linz, Festival in Villach, Juggler Festival-Feldkirch und Festival der Träume – Innsbruck im Juli 2006 wiederaufgenommen und erhielt den 2. Preis in der Kategorie Clowntheater beim 3 de Febrero Kindertheater Wettbewerb in Argentinien
- Während des Studiums an der Escuela de Arte Dramático spielte sie 2003	in Der Eingebildete Kranke (Molière) die Angelique und 2002 	in Das Haus von Bernarda Alba (F. Garcia Lorca)	die Martirio